# الفتى الأبيض ريك
الفتى الأبيض ريك هو فيلم درامي عن الجريمة صدر في أمريكا عام 2018 من إخراج يان ديمانج وكتبه آندي فايس ولوجان ميلر ونوح ميلر. الفيلم من بطولة ريتشي ميريت، وماثيو ماكونهي وبيل باولي وجنيفر جيسون لي وبريان تايري هنري وروري كوكران وآر جيه سيلر وجوناثان ماجورز وإدي مارسان وبروس ديرن وبيبر لوري. يعتمد الفيلم بشكل فضفاض على قصة ريتشارد ويرش جونيور، الذي أصبح في الثمانينيات أصغر مخبر لمكتب التحقيقات الفيدرالي في سن الرابعة عشرة.
عُرض الفيلم أول مرة في مهرجان تيلورايد السينمائي في 31 أغسطس 2018 وتم إصداره في الولايات المتحدة في 14 سبتمبر 2018 بواسطة سوني بيكتشرز موشن بيكتشر جروب. وقد تلقى مراجعات مختلطة من النقاد وحقق أكثر من 25 مليون دولار، أي أقل من 4 ملايين دولار من ميزانيته البالغة 29 مليون دولار.

## الحبكة
في عام 1984، كان ريك ويرش أبًا أعزب يكافح ويعيش في ديترويت خلال ذروة وباء الكراك والحرب على المخدرات. ابنته غير الراضية (دون) تغادر منزلها تاركة ريك وحده مع ابنه ريتشارد ويرش جونيور (ريكي). يصنع ريك أجزاء البنادق ويبيع البنادق بشكل غير قانوني لتغطية نفقاته ويشرك ابنه في بيع زوج من بنادق كلاشينكوف المصرية مع رجل العصابات المحلي جوني كاري. يصبح ريكي صديقًا حميمًا مع شقيق جوني (بو) مما يكسبه صالح جوني وطاقمه. تجذب أخبار نشاط ريك انتباه مكتب التحقيقات الفيدرالي ويتم استجوابه من قبل عميلين هما أليكس سنايدر وفرانك بيرد، اللذان يعتبران ريكي أحد الأصول المحتملة بسبب صلاته بالعالم الإجرامي. يقنعون ريكي بأن يصبح مخبرًا سريًا وراء ظهر ريك مقابل المال والحصانة القانونية لوالده. طُلب من ريكي بيع المخدرات لمواكبة المظاهر، وأصبح مفتونًا بأسلوب حياته الجديد الباهظ، وفي النهاية اكتسب مصداقية كافية كمورد مخدرات "شرعي". يشك ريك بابنه ويواجه ريكي عندما يجد آلاف الدولارات من النقد غير المشروع تحت سريره، مما يتسبب في شقاق بينهما. بينما كان ريكي يجتمع مع دون في أحد المطاعم ذات الأمسيات، سُرقت سيارة جده، وأطلق الاثنان النار على السيارة الهاربة. تم القبض عليهم ولكن تم إنقاذهم من قبل معالجات ريكي، الأمر الذي يثير الشك من جوني.

## الممثلون
- ماثيو ماكونهي بدور ريتشارد ويرش الأب
- ريتشي ميريت بدور ريتشارد ويرش جونيور
- بيل باولي في دور داون ويرش
- جينيفر جيسون لي بدور وكيل مكتب التحقيقات الفيدرالي أليكس سنايدر
- بريان تيري هنري في دور نائب المحقق في ديترويت ديترويت ميل "روتش" جاكسون
- روري كوكران في دور عميل مكتب التحقيقات الفيدرالي فرانك بيرد
- آر جاي سايلر
- جوناثان ماجورز في دور جوني "ليل مان" كاري
- إيدي مارسان في دور آرت ديريك
- تايلور بيج مثل كاثي فولسان كاري
- بروس ديرن في دور الجد رومان "راي" ويرش
- بايبر لوري في دور الجدة فيرنا ويرش
- كوون هاينز في دور إدوين "نوغ" كروشر
- إشدار مثل ستيفن "فريكي ستيف" روسيل
- جيمس هوارد في منصب كبير مفتشي جرائم القتل هيل
- وايجي بدور ليو "بيغ مان" كاري
- داني براون بدور إدوارد "بلاك إد" هانزرد
- كيانا سيمون سيمبسون في دور بريندا مور

## روابط خارجية
- الفتى الأبيض ريك على موقع IMDb (الإنجليزية)
- الفتى الأبيض ريك على موقع ميتاكريتيك (الإنجليزية)
- الفتى الأبيض ريك على موقع روتن توميتوز (الإنجليزية)
- الفتى الأبيض ريك على موقع نتفليكس (الإنجليزية)
- الفتى الأبيض ريك على موقع ألو سيني (الفرنسية)
- الفتى الأبيض ريك على موقع أول موفي (الإنجليزية)
- الفتى الأبيض ريك على موقع بوكس أوفيس موجو (الإنجليزية)
- الفتى الأبيض ريك على موقع فيلمافينيتي (الإسبانية)
- الفتى الأبيض ريك على موقع قاعدة بيانات الفيلم (الإنجليزية)
- الفتى الأبيض ريك على موقع ليتربوكسد (الإنجليزية)